# Malaïa Pourga
Malaïa Pourga  (russe : Малая Пурга, oudmourte : Пичи Пурга, Pići Purga) est une commune rurale et le centre administratif du raïon de Malaïa Pourga de la république d'Oudmourtie en Russie.

## Présentation
Le village est situé dans le sud de la république d'Oudmourtie, à 35 km du centre d'Ijevsk, à la frontière avec le Tatarstan. 
La gare la plus proche est Agryz, située à 4 km au sud du village.
Le village a été fondé au moment de la conquête du Khanat de Kazan au milieu du XVIe siècle. 
Ses habitants sont principalement des Oudmourtes , des Russes , des Tatars et des Maris.
L'autoroute  entre Ijevsk et Mojga traverse Malopurga. 
Le village a une industrie agroalimentaire et des services de soutien pour l'agriculture et la production de pétrole. 
Il y a deux écoles secondaires,  une école de musique, une bibliothèque et un hôpital de raïon.

## Démographie
La population de Malaïa Pourga a évolué comme suit:
| 1959  | 1970  | 1979  | 1989  | 2002  |
| ----- | ----- | ----- | ----- | ----- |
| 2 191 | 2 756 | 4 389 | 6 163 | 6 879 |

| 2010  | 2012  | 2021  | - | - |
| ----- | ----- | ----- | - | - |
| 7 711 | 7 768 | 7 604 | - | - |

## Galerie

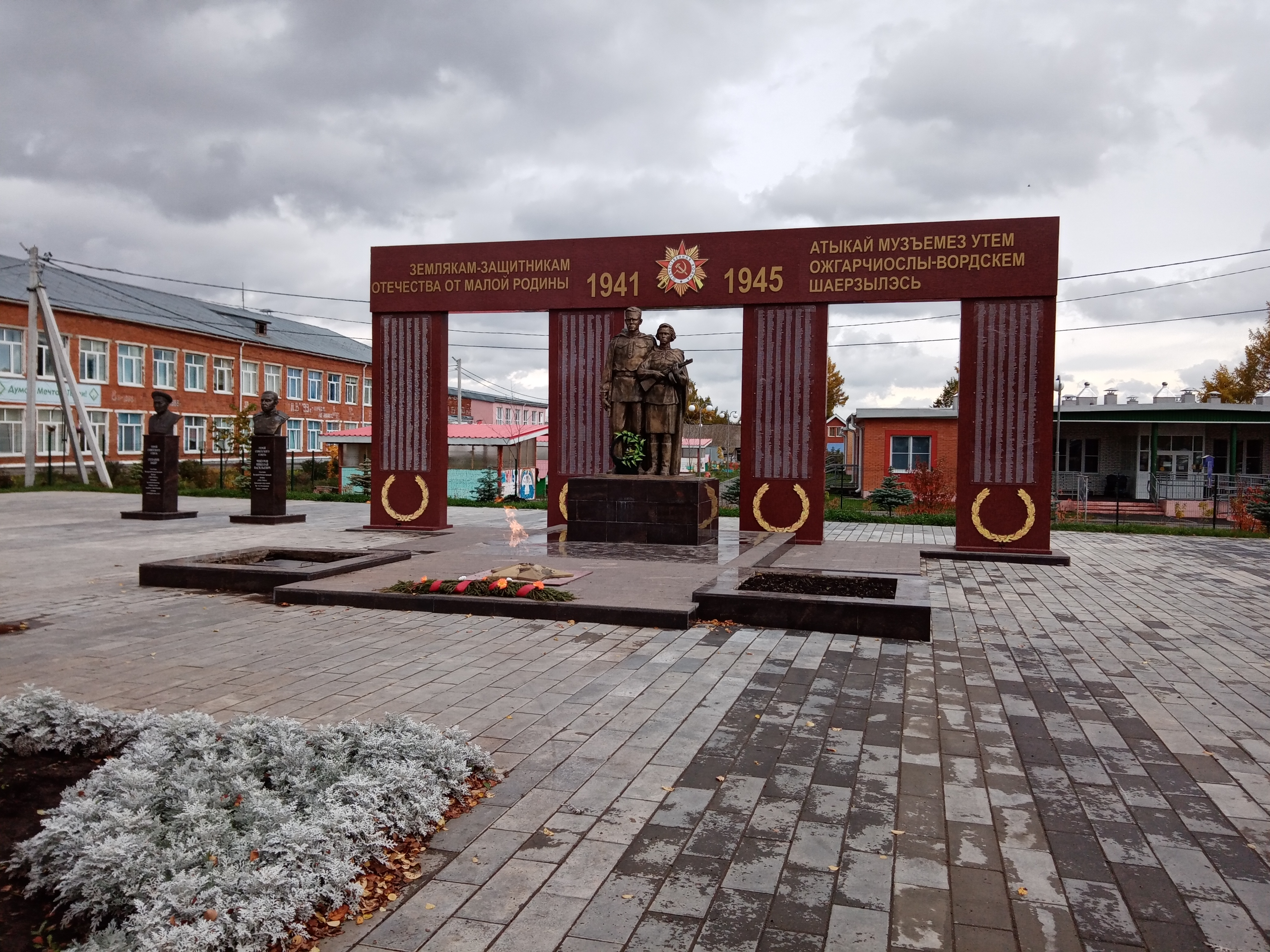
Place de la victoire.
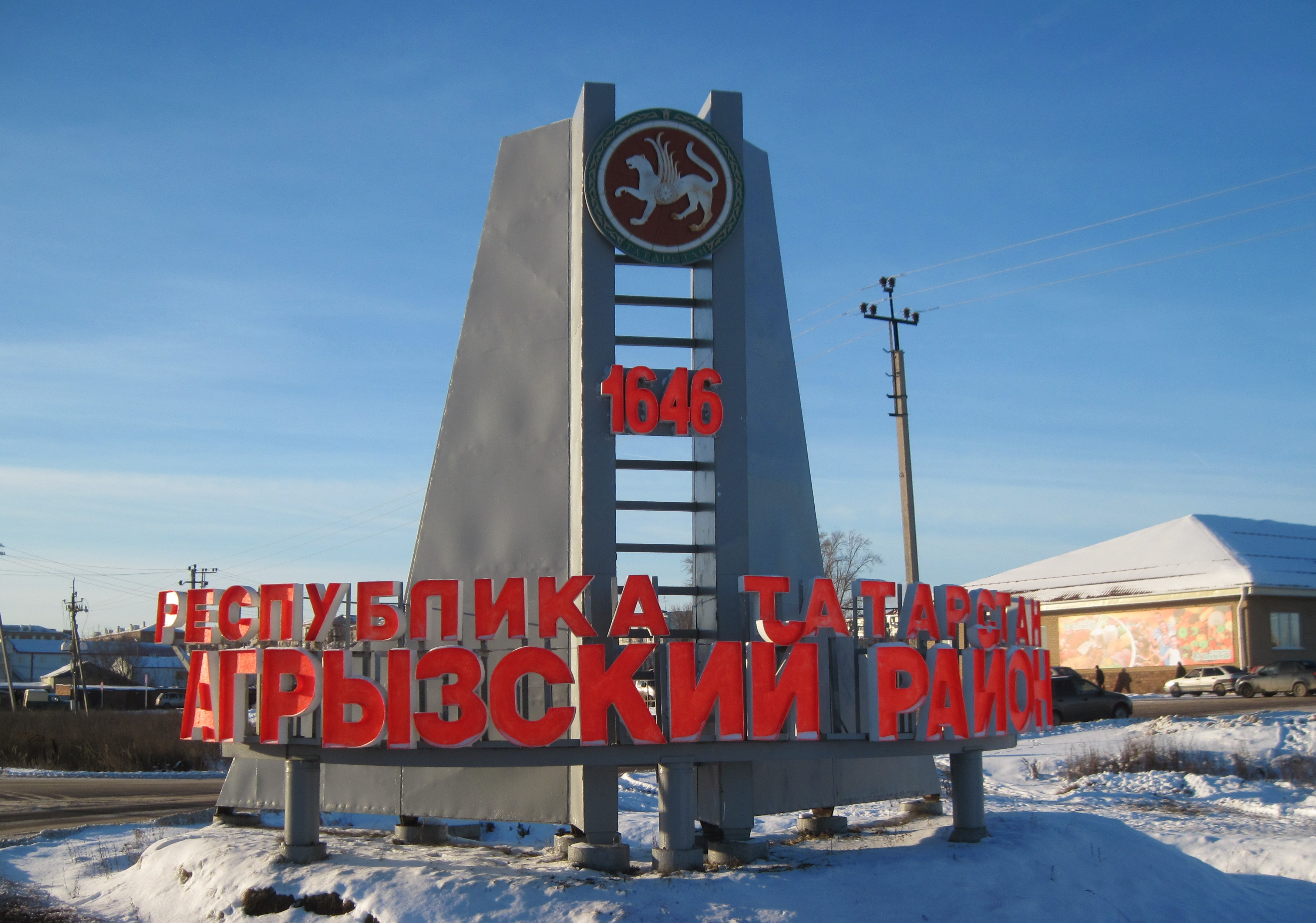
Frontière du Tatarstan et de l'Oudmourtie.